# Agapios de Manbij
Agapios de Manbij ou Agapios de Hiérapolis, fils de Constantin, appelé en arabe Mahbūb ibn  Qūṣṭānṭīn (mort vers 942), est un historien et chroniqueur chrétien d'expression arabe du Xe siècle, auteur d'une Chronique universelle.
Il était évêque melkite de la ville syrienne de Manbij (en grec Hiérapolis, en syriaque Mabboug). 

## Œuvre
Il est, avec son contemporain Eutychius d'Alexandrie, membre de la même Église, un écrivain chrétien d'expression arabe.
Sa Chronique universelle, intitulée Kitab al-'Unwan (le Livre du Titre), racontait, selon la définition du genre, l'histoire du monde depuis la Création jusqu'à son époque; elle est divisée en deux parties séparées par l'époque du Christ. Pour la première partie, on dispose de plusieurs manuscrits; la seconde est transmise par un seul manuscrit de la Bibliothèque Laurentienne de Florence (n° 132), très abîmé par l'eau (avec des pages entières illisibles) et incomplet. Le texte actuel va jusqu'à la deuxième année du règne du calife al-Mahdi (776/777). Cependant, dans un passage consacré au calcul chronologique, on lit: « depuis le commencement de l'empire des Arabes jusqu'à aujourd'hui [...], il y a 330 ans et huit mois » (ans et mois du calendrier arabe, ce qui correspond à avril-mai 942).
Dans la première partie, l'auteur se sert de l'Ancien Testament, complété par toutes sortes de légendes orientales apocryphes, et par Eusèbe de Césarée. Pour la deuxième partie (histoire profane et ecclésiastique), il dispose, en plus des sources habituelles (notamment l'Histoire ecclésiastique d'Eusèbe de Césarée et ses prolongements, connus sans doute par des abrégés) de différentes sources syriennes (comme la Chronique perdue de Théophile d'Édesse). On remarque les développements sur Bardesane d'Édesse, sur Mani, sur Oudhi d'Édesse.
 
Il cite un passage non autrement connu de Papias d'Hiérapolis (son prédécesseur sur son siège épiscopal) sur l'épisode de la femme adultère dans l'Évangile de Jean.

Il donne une version du Testimonium flavianum de Flavius Josèphe.

La Chronique d'Agapios est exploitée et citée par Georges Elmacin (Girgis Al-Makin, historien égyptien chrétien du XIIIe siècle): celui-ci reproduit même des passages illisibles ou disparus dans le manuscrit de Florence.

## Éditions
- Alexandre Vassiliev (éd.), Kitab al-'Unvan (Histoire universelle), Patrologia Orientalis, n°5 (1910), 7 (1911), 8 (1912), 11 (1915).
- Louis Cheikho (éd.), Agapius episcopus Mabbugensis. Historia universalis, CSCO 65, 1912.